# Kensington Hill
22°17′06″N 114°08′26″E / 22.2850°N 114.1405°E
，是位於香港香港島西營盤高街／西邊街的單幢住宅，樓高共32層，由會德豐地產發展，夏利文物業管理管理，於2016年第四季入伙。

## 歷史
Kensington Hill前身為在西邊街39-45號及高街92-98號並於1960年建成的九層高唐樓 ——萃華樓，先於2006年會德豐地產開始逐個單位收購，至2011年9月，其集中逾92.647%業權，並申請強制拍賣，其後於2012年9月完成收購全部業權，而中止強拍程序，終以3億4900萬港元完成收購整個項目。
而樓面面積約69,000平方呎，終發展為純住宅項目「Kensington Hill」。
2018年2月23日土地註冊處資料顯示梁鳳儀以9,310.1萬元成交，每呎45,482元，創下該廈成交金額及呎價新高紀錄，購入Kensington Hill35至36樓的B室複式，實用面積2,047方呎，連有214方呎天台及平台。

## 簡介
樓宇共高32層（不設4樓、13樓、14樓、24樓及34樓），其中1樓及2樓為停車場，共21個車位，3樓為會所及泳池，而6樓以上為住宅，合共提供75個單位，主要為570-870平方呎的2房及3房戶，另設有9個約1,050-2,290平方呎的特色戶，於2014年9月開售，開售平均呎價為23,572港元，樓花期長達27個月，示範單位設於金鐘金鐘廊。

## 工程圖像

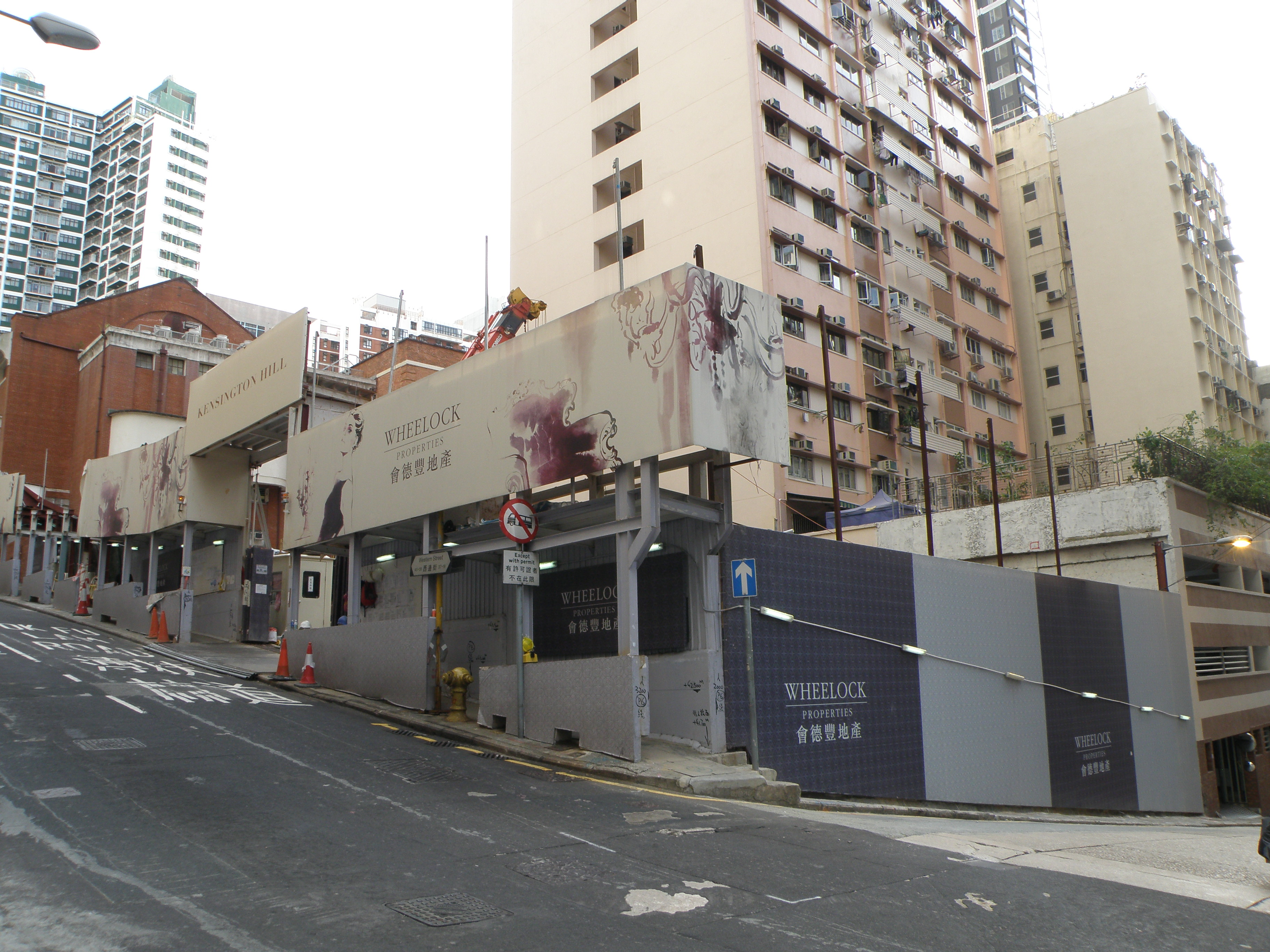
準備興建（2014年9月）
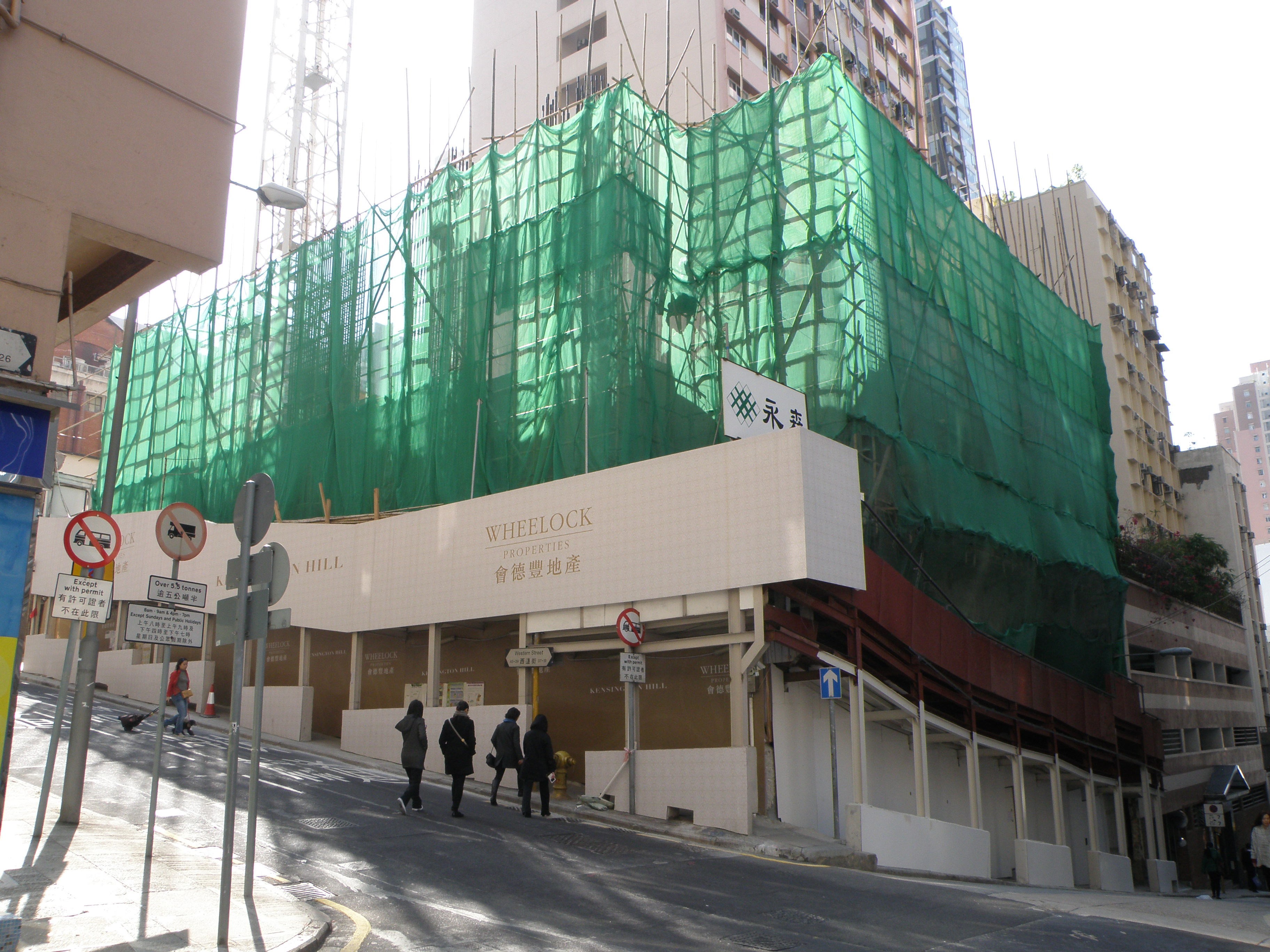
建築中（2015年1月）
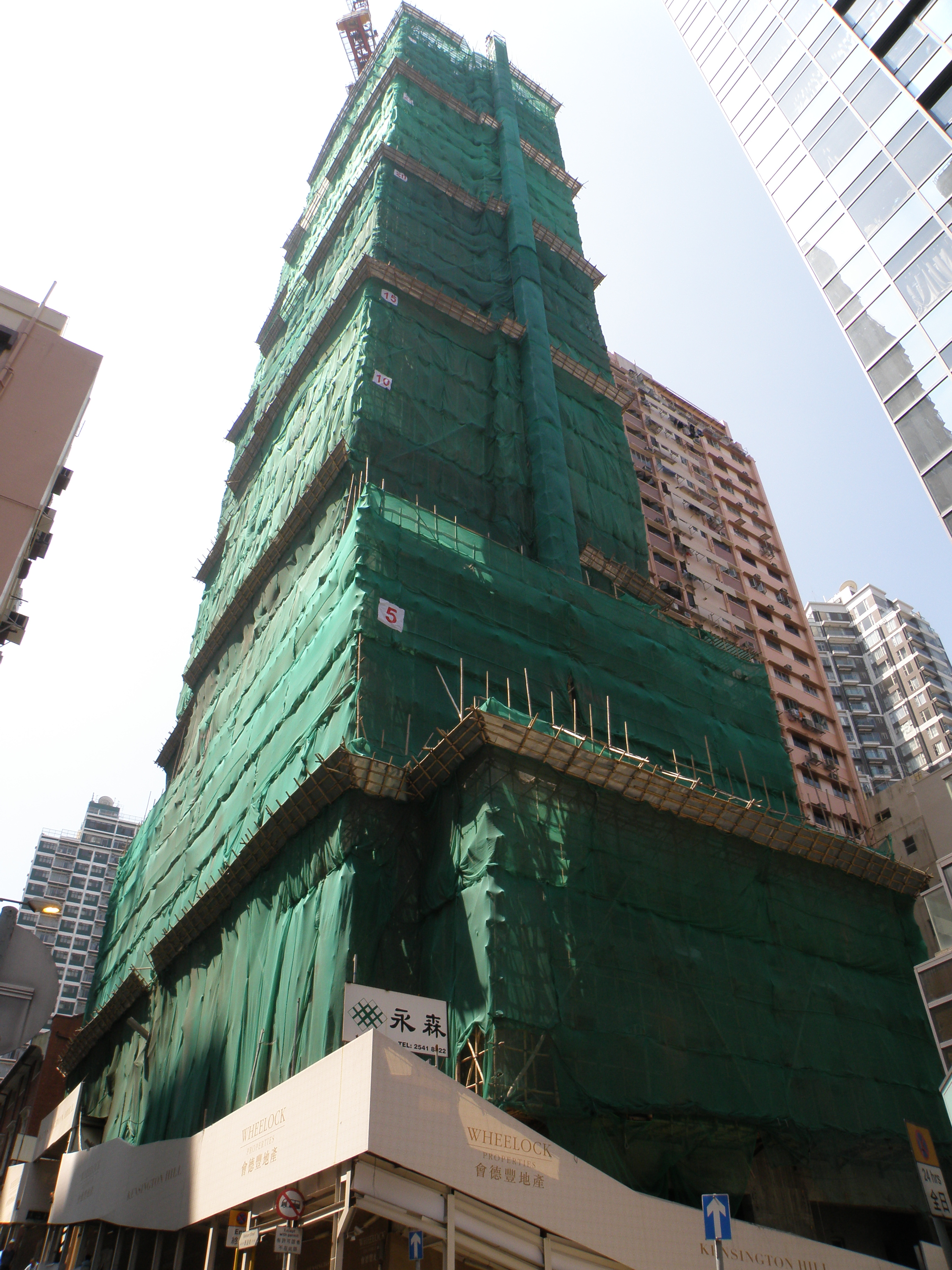
建築中（2015年9月）
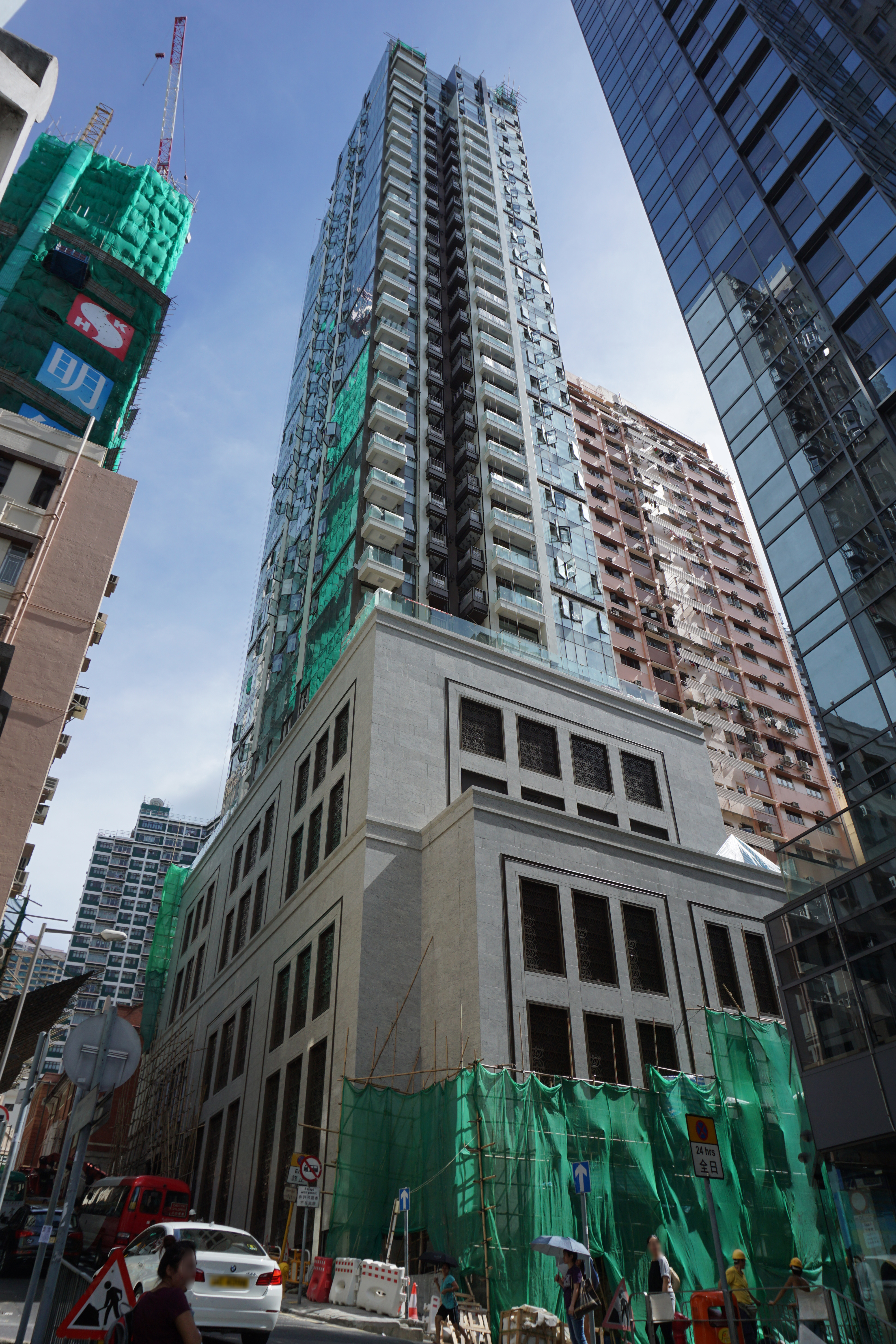
拆棚中（2016年6月）

## 沿途地標
- 英皇書院
- 均益大廈第3期
- 明星海鮮酒家
- 前西區裁判法院
- 西區社區中心
- 救恩堂
- 救恩學校

## 附近住宅
- 尚嶺

## 外部連結
- Kensington Hill 官方網頁 （页面存档备份，存于）